# Micro-Recyc-Coopération
 (mai 2023).
Micro-Recyc-Coopération est un organisme d'économie sociale solidaire basé à Montréal qui recueille des ordinateurs usagés et accessoires dans les communautés au Canada pour leur donner une seconde vie dans les pays en développement. L'organisme a été fondé en 2001. Son directeur général Jean Etoulem Essoungou.

## Description
Micro-Recyc-Coopération vise à promouvoir dans l'ensemble du monde dit développé, un réflexe de récupération et de recyclage du matériel informatique. Le geste de récupération ainsi encouragé se présente donc comme une action favorisant la transmission sociale de valeurs liées à l’éducation et à la conscientisation dans un cadre environnemental. Cela offre ainsi de bons outils aux institutions qui œuvrent auprès des plus démunis leur permettant d'apprendre à «s'aider soi même». Dans ce cadre, les ordinateurs usagés et hors série rejetés dans les pays du Nord deviennent des outils de développement économique très précieux pour les populations des pays pauvres.
Depuis 2003, Micro-Recyc-Coopération a recueilli et réparé plus de 500 systèmes informatiques afin de les distribuer à des organismes communautaires du Cameroun, du Niger, d’Haïti et de la République démocratique du Congo. De plus, durant sa première année de réalisation, l’organisation a empêché que 450 tonnes métriques d’ordinateurs désuets se retrouvent au dépotoir.

## Historique
- Septembre 2001 : Fondation de Micro-Recyc-Coopération et mise en place de l’organisation.
- Hiver 2003 : Début officiel des opérations de l’organisme. Obtention du local 103 au 7000, avenue du Parc, à Montréal.
- Août 2003 : Enregistrement auprès de l’Agence des douanes et du revenu du Canada à titre d’organisme de bienfaisance. Début des partenariats.
- Septembre 2003 : Expédition de plus d’une centaine de systèmes informatiques à l’Association des Femmes Dynamiques du Cameroun (AFEDY-CAM), République du Cameroun. Micro-Recyc-Coopération est ainsi venue en aide à plusieurs femmes défavorisées leur permettant de se partir une petite entreprise et d’acquérir des connaissances indispensables à l’amélioration de leur condition de vie.
- Juillet 2004 : Expédition de 10 systèmes informatiques aux Missionnaires de la Consolata en République Démocratique du Congo afin de servir à l’éducation de la communauté d’Isiro. Six ordinateurs sont maintenant à la disposition des étudiants universitaires et quatre ordinateurs ont été distribués dans différentes écoles du secondaire afin d’offrir des cours d’informatique aux jeunes qui le désirent.
- Décembre 2004 : Expédition d’un conteneur de systèmes informatiques à l’Association des jeunes du Cameroun, République du Cameroun. Les ordinateurs ont été distribués dans des écoles et ont été mis au service de la communauté locale.
- Juin 2005 : Le Ministère du Développement durable, de l’Environnement et des Parcs confirme que Micro-Recyc-Coopération est conforme aux objectifs environnementaux de la Politique québécoise de gestion des matières résiduelles 1998-2008 puisqu’il consiste en la récupération et le réemploi de systèmes informatiques qui sont ensuite distribués dans les pays du Sud.
- Juillet 2005 : Expédition d'un conteneur de 108 systèmes informatiques à la ville d’Yaoundé, en République du Cameroun. Le tout était destiné à l’Association pour le Progrès Sanitaire et au Développement Social des Populations du Cameroun (APCA), République du Cameroun.
- Septembre 2005 : Expédition de quelques systèmes informatiques à l’Agence de Développement Intégré (ADEQUOI), République d’Haïti.
- Juillet 2006 : Envoi de près de 200 ordinateurs au Niger, servant la mairie, la fondation de centres de formation pour les jeunes et le développement de cybercafés.
- Mars 2007 : Expédition d'un conteneur d'ordinateurs et périphériques à destination de Niamey au Niger pour le compte de la communauté Urbaine de Niamey. Ces ordinateurs serviront pour la formation des jeunes et des femmes dans les écoles et les centres de formation dans différentes localités de Niamey.
- Mars 2007 : Micro-Recyc-Coopération est maintenant membre de l'Association Québécoise des organismes de coopération internationale (AQOCI) depuis le 10 février 2007
- Septembre 2007 : Expédition de plusieurs systèmes informatiques et périphériques au Collège Mixte Lufrantz Dort à Saint Marc République d'Haïti.
- Octobre 2007 : Expédition d'un conteneur de systèmes informatiques à l'institut Universitaire des Hautes Études de Guinée (IUHEG) Conakry République de Guinée.
- Janvier 2008 : Expédition d'un Conteneur de systèmes informatiques et de manuels scolaires à Agadez République de Niger.
- Mai 2008 : Micro-Recyc-Coopération a fourni 435 ordinateurs et imprimantes à son partenaire T.S.F. afin d'équiper une dizaine de collèges en Tanzanie.
- Septembre 2009 : Expédition de 215 ordinateurs et périphériques recyclés fonctionnels au centre de recherche sur les matériaux de construction de l'université de Santa Clara à Cuba pour l'équipement de différents centres de recherches dans les 7 provinces du pays.
- Septembre 2009 : Expédition de plusieurs ordinateurs et périphériques à l'organisme Diku Dilenga pour un centre professionnel en République démocratique du Congo.
- Novembre 2009 : Envoi de plusieurs ordinateurs et périphériques recyclés fonctionnels pour l'équipement de l'institut des sciences commerciales et de l'informatique (ISCINFO) en Haïti.
- Décembre 2009 : Envoi de 233 ordinateurs et périphériques à la communauté urbaine de Niamey, Niger, pour l'équipement de la commune et des écoles primaires, secondaires et centres de formations professionnels.
- Mai 2010 : Envoi de plusieurs ordinateurs et périphériques au Centre éducatif de Marie Auxiliaire (Sœurs Salésiennes de Don Bosco) du Cap Haïtien pour la création d’un laboratoire informatique pour les jeunes.